# Saunkh
Saunkh (ook vaak gespeld als Sonkh) is een nagar panchayat (plaats) in het district Mathura van de Indiase staat Uttar Pradesh.

## Demografie
Volgens de Indiase volkstelling van 2001 wonen er 8.488 mensen in Saunkh, waarvan 54% mannelijk en 46% vrouwelijk is. De plaats heeft een alfabetiseringsgraad van 70%.